# Itapé
Itapé ist ein Ort und ein Distrikt im Departamento Guairá in Paraguay, 144 km von Asunción und 20 km von Villarrica am Río Tebicuary gelegen. Der Ort zählt 1650 Einwohner (Zensus 2002), der Distrikt etwa 7900 Einwohner (Schätzung 2019).

## Geschichte
Itapé wurde als Indio-Reduktion von dem Franziskaner Buenaventura de Villasboa gegründet. Zum Gründungsjahr gibt es verschiedene Angaben: 1672, 1673, 1678, 1686. Dem Gründer wurde im Ort ein Museum gewidmet. Das Museo Fray Buenaventura de Villasboa wurde 1988 eröffnet und befand sich zunächst im Pfarrhaus. Nachdem aber mehrere Heiligenfiguren gestohlen worden waren, die nach einer Reihe von Ermittlungen wieder aufgefunden und zurückgegeben wurden, verlegte man das Museum 2008 in den gesicherten, hinteren Teil des Kirchengebäudes.

## Virgen del Paso
Die Hauptattraktion des Ortes ist das Naturheiligtum der Virgen del Paso, eine Kapelle, die 1955 am Ufer des Flusses Tebicuary errichtet wurde und jährlich Tausende Pilger und Touristen anzieht. Bei Hochwasserstand ist sie komplett vom Wasser umgeben. Im Inneren befindet sich eine Kopie der Jungfrau von Caacupé, der Patronin der Katholiken Paraguays. Am 18. Dezember findet jährlich eine Prozession mit Booten auf dem Fluss statt. Es gibt Berichte von angeblichen Wunderheilungen.